# ¡Hagan sitio!, ¡hagan sitio!
¡Hagan sitio!, ¡hagan sitio! (en inglés, Make Room! Make Room!) es una novela de ciencia ficción de 1966 escrita por Harry Harrison que explora las consecuencias sociales del crecimiento irrefrenado de la población.

## Contexto histórico
En Estados Unidos durante la década de 1960 y hasta 1980 se extendió la obsesión —motivada por la Guerra Fría y el auge del comunismo en países asiáticos como China— por el peligro de un crecimiento amenazador de la población en esos países y en general la amenaza de la superpoblación. Tanto el libro Make Room! Make Room! de Harry Harrison como la película Soylent Green son creaciones de ficción construidas sobre este fenómeno. El libro de 1968 del entomólogo estadounidense Paul R. Ehrlich The Population Bomb (cuya traducción en castellano sería La explosión demográfica) también hay que situarlo en ese contexto pero, a diferencia de las obras de ficción, el libro de Ehrlich aspiraba a ser un texto científico.

## Película sobre la novela: Soylent Green
La novela fue la base del argumento de la película de ciencia ficción Soylent Green, Cuando el destino nos alcance (1973), dirigida por Richard Fleischer e interpretada por Charlton Heston, film que cambió bastante la trama y el tema introduciendo el canibalismo como una solución para alimentar a la población.